# ボストン・ダイナミクス
ボストン・ダイナミクス（英語: Boston Dynamics）は、ロボットの研究開発を手がけるアメリカ合衆国の企業。国防高等研究計画局（DARPA）の支援の下開発した四足歩行ロボットビッグドッグや、人間のシミュレーションを行うCOTSソフトウェアDI-Guyといった製品を開発している。
2020年12月より韓国・現代自動車グループの傘下となっている（ただし同社の買収が完了したのは2021年6月）。

## 沿革
ボストン・ダイナミクスは1992年、マサチューセッツ工科大学（MIT）においてロボットと人工知能を研究していたマーク・レイバート（当時教授）が、同大学をスピンアウトして設立された。
設立当初は、American Systems Corporation社とともにNAWCTSDとの契約の下、DI-Guyというソフトウェアによる3Dシミュレーションを用いた米海軍用の航空機の発進トレーニングビデオを更新する業務に携わっていた。
2013年12月13日、ボストン・ダイナミクスはインターネット関連サービス大手のGoogle社に買収され、同社の研究開発部門にあたるGoogle Xの傘下に置かれた。この買収はアンディ・ルービンが進める同社のロボティクスプロジェクトにおける8社目の買収であった。
2016年3月にGoogle社が短期的には収益が期待できないとして売却を検討していると報道された。2017年6月9日、ソフトバンクグループは子会社を通じてボストン・ダイナミクスを買収することを発表。
2017年4月に行われたTEDカンファレンスにおいて、マーク・レイバートにより、これまで開発してきたロボットについてのプレゼンテーションが行われた。
2019年4月3D画像認識技術のKinema Systemsを買収。同社のディープラーニングを用いた3D画像認識システム「Kinema Pick」はBoston Dynamics Pick Systemと改名された。新しい活動拠点では主に応用や知覚、ソフトウェアの開発が行われ、ハードウェアエンジニアリングは引き続きボストンで続ける意向を示している。
2020年3月3日、OTTO Motorsと協業してHandleやPickを用いた倉庫自動化ビジネスに参入。
ソフトバンクは2020年12月、保有するボストン・ダイナミクスの株式のうち80%を約900億円で現代自動車グループに売却することで合意した。ソフトバンクは引き続き株式の20%を保有する。
2022年10月6日、ロボットを武器化しないと共同で宣誓する書簡を公表する6社に参加。

## 製品

### ビッグドッグ

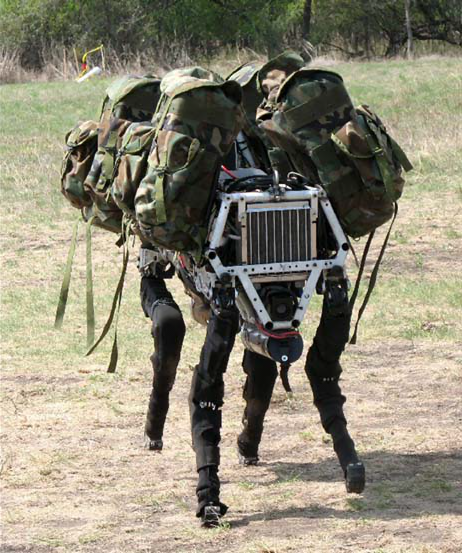
ビッグドッグ

ビッグドッグは、2005年にボストン・ダイナミクス社がFoster-Miller社、NASAのジェット推進研究所、ハーバード大学と共同で開発した四足歩行ロボットである。 ビッグドッグはDARPAの出資の下、車両が走行できない荒地において、兵士に随伴し物資を運搬するロボットラバを実現することを目指して開発された。車輪の代わりとして、ビッグドッグには4本の脚が装備されており、この脚を用いることで車輪以上の踏破性を実現している。ビッグドッグは"世界で最も野心的な脚を持ったロボット"（"the world's most ambitious legged robot"）とされており、340 lb (150 kg) の荷物を運びながら4 mph (6.4 km/h) の速度で兵士に随伴して行動することが可能で、35度以上の傾斜を持つ荒れた地形をも踏破することができる。
ボストン・ダイナミクス社では、ビッグドッグを発展させた米軍向けの四足歩行ロボットLegged Squad Support System（LS3）の開発も行った。完成したものの、騒音などの問題は解決されず、2015年で企画は中断する。

### チーター
チーター（Cheetah）は、ボストン・ダイナミクス社が開発した四足歩行ロボットである。28 mph（45.06 km/h）でのギャロップ走行が可能で、2012年8月には脚を持ったロボットによる陸上移動において世界最速を記録した。これ以前の世界記録は、1989年のMITにおける13.1 mph（21.08 km/h）であった。チーターの開発は、DARPAのMaximum Mobility and Manipulationプログラムの出資の下で行われた。チーターは脚に関節を持っており、それらを一歩ごとに曲げることで、実際の動物のような歩行と速度を実現している。最初に公開されたチーターは、研究室内で外部からケーブルによる電力供給を受けた上で、高速のトレッドミル上で走行する実験室レベルのものであった。しかし2013年10月3日には、ワイルドキャットと名付けられた新型による、屋外でのより自然に近い環境での実験の模様が公開されている。

### リトルドッグ
リトルドッグ（LittleDog）は、ボストン・ダイナミクス社がDARPA向けに開発した小型の研究用四足歩行ロボットである。リトルドッグは他の研究機関が用いるテストベッドとして開発された。ボストン・ダイナミクスはリトルドッグをDARPAの標準プラットフォームとして整備している。

### RiSE
RiSEは、ボストン・ダイナミクス社が開発したロボットの一つで、小型の鉤爪を備えた脚を用いて、壁や木々、フェンスといった垂直な構造物を登ることができる。RiSEは壁面の状態に応じて姿勢を変えることができ、さらに急勾配でのバランス取りを助ける尻尾も備える。RiSEは小型のロボットで、長さが0.25 m、重量は2 kgで、登攀速度は0.3 m/sである。
RiSEの6本の脚はペアのモーターにより駆動される。搭載されたコンピュータは脚の動きの制御と通信の管理、それに姿勢や脚ごとの負荷、接触状況などの各種センサーの機能を提供する。
ボストン・ダイナミクスによるRiSEの開発には、ペンシルベニア大学、カーネギーメロン大学、カリフォルニア大学バークレー校、スタンフォード大学それにルイス&クラークカレッジの研究成果が用いられている。RiSEの研究もDARPAの出資の下行われた。

### PETMAN
PETMAN（Protection Ensemble Test Mannequin）は、ボストン・ダイナミクス社が開発した化学防護服のテスト用の人型ロボットである。PETMANは同社が公開した初の人型ロボットであり、二足歩行に加え、実際の人間のような様々な動きを再現することが可能となっている。こうした技術の多くは、ビッグドッグの開発から派生したものである。

### Legged Squad Support System

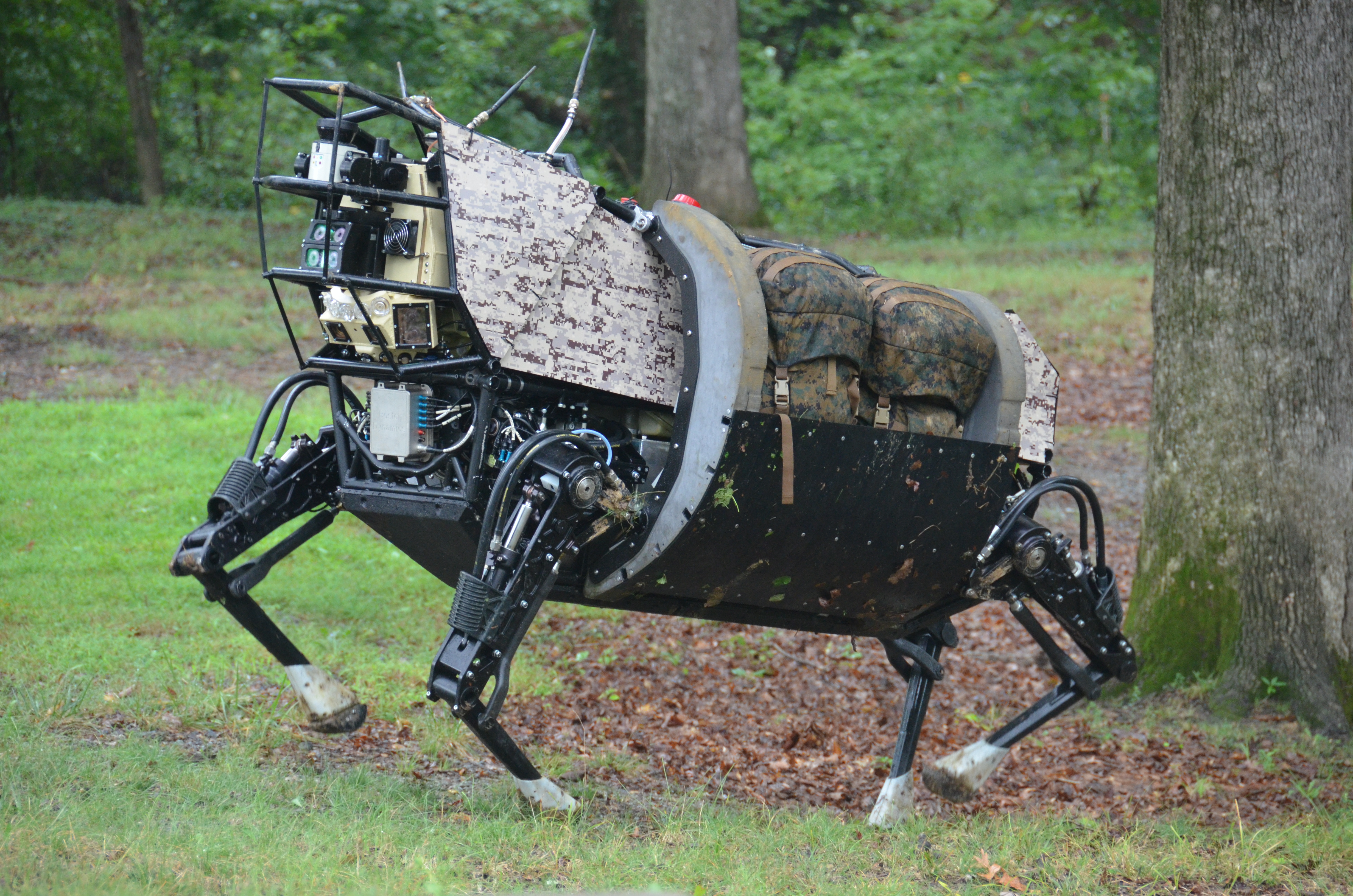
LS3のプロトタイプ（2012年）

Legged Squad Support System（脚式部隊支援システム、LS3）は、ビッグドッグの軍用バージョンである。

### アトラス

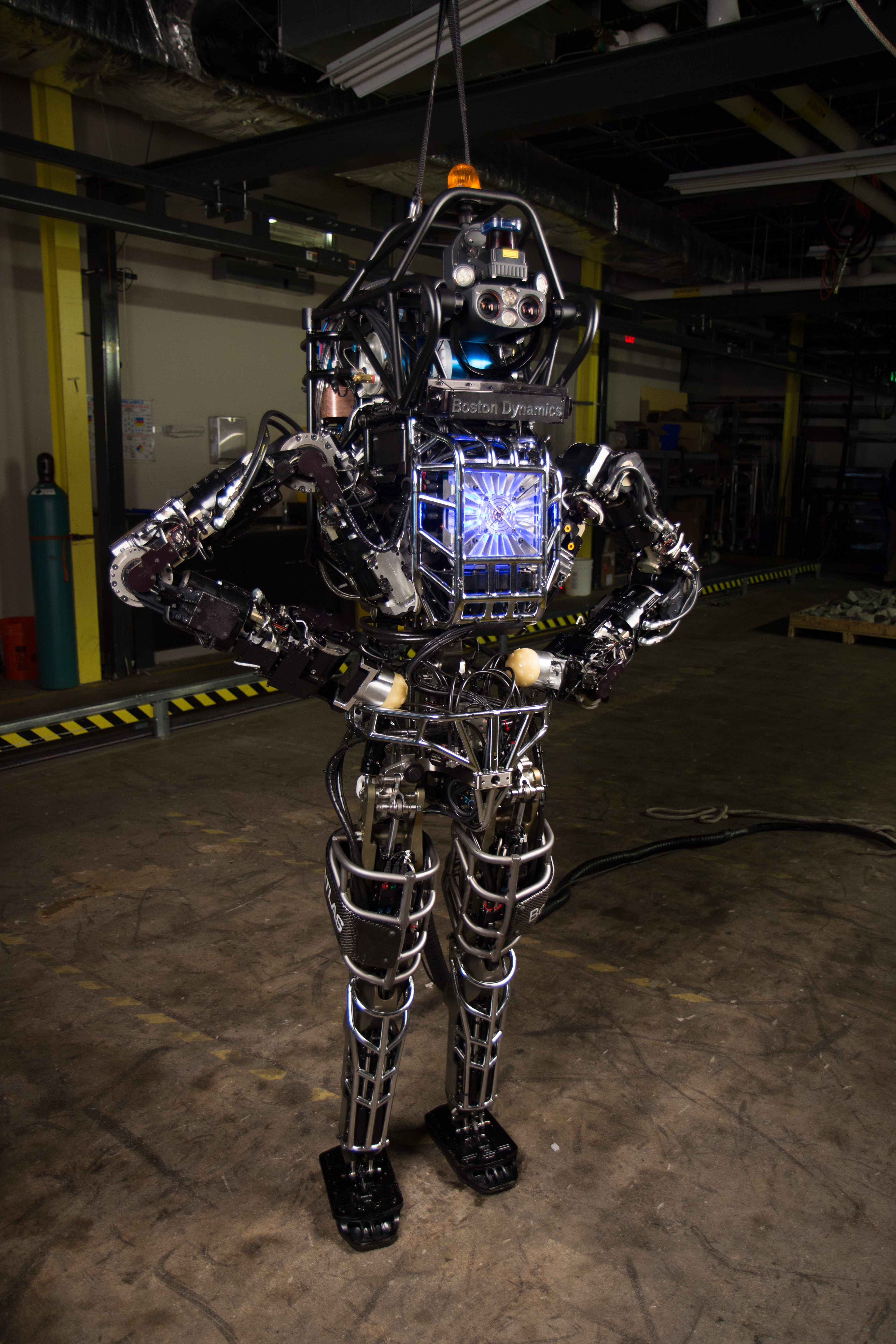
アトラスのプロトタイプ

アトラスは、2013年にボストン・ダイナミクス社が公開した3世代目の人型ロボットである。2017年11月にバク宙（後方転回）を披露するビデオを公開、2018年5月にランニングして障害物をジャンプする様子が公開された。 同年10月11日には最新型アトラスが「パルクール」を軽々とやってのける動作を撮影した新映像が公開された。2019年9月25日、よりアルゴリズムを最適化したアトラスが倒立前転などを披露した。

### Spot、Spot Mini

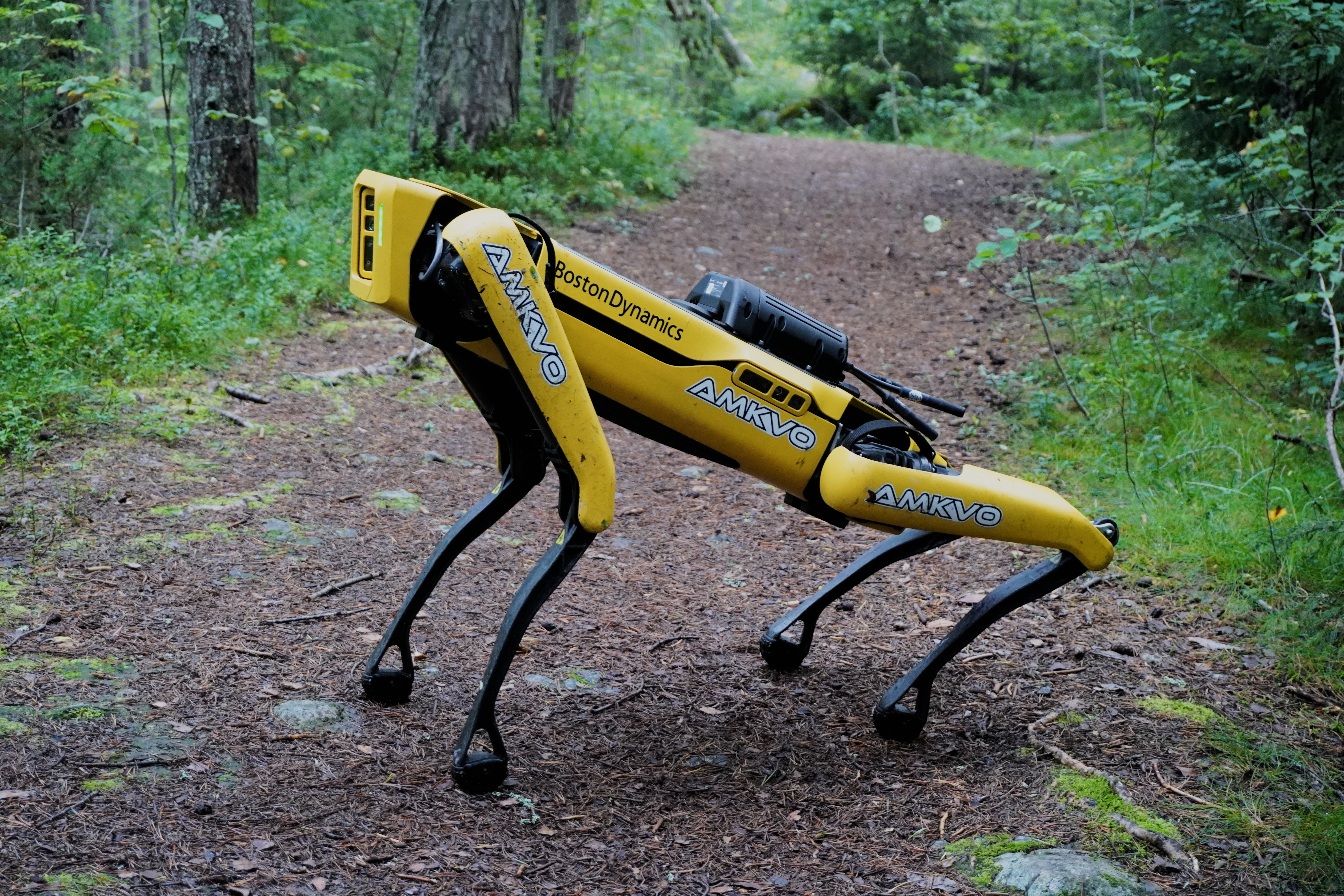
Spot

Spot（スポット）は、電気駆動の四足歩行ロボット。2015年2月に開発社内を散策する動画が公開。ビッグドッグの様な不整地踏破や加速、衝撃に対する姿勢安定もある。エンジン駆動のビッグドッグに対してモーター駆動音のみとなったため静音。
2016年6月には全高がスポットロボットの半分ほどに小型化されたスポットミニの動画が公開されていた。先端部に首を思わせる折りたたみ式アームとカメラを取り付けることもでき、アーム先端の空中位置固定やキッチンにおかれた物を判別し食器かごやゴミ箱に正しく置く様子が見られる。転倒時はアームを使用して起き上がることができる。
2017年4月にはスポットミニがTEDカンファレンスで動く様子が公開されている。11月には外装が刷新され2018年2月にはドアを開ける映像が公開された。2018年5月11日のステージ上で年内に契約メーカーで100体製造して2019年には量産して販売する計画が語られている。
2018年6月には竹中工務店、フジタ、ソフトバンクロボティクスにより建設現場における活用に向けた実証実験を実施。
2018年10月5日、スペインのマドリードで開催された世界最大のロボット国際会議「IROS（IEEE/RSJ International Conference on Intelligent Robots and Systems） 2018」にて中国版四足歩行ロボット「Laikago」と初対面した。
2018年10月11日、大手ゼネコンの竹中工務店とソフトバンクが実証実験を実施している東京の建設現場で撮影されたSpotMiniの新映像が公開された。
2019年9月25日、「SpotMini」から｢Spot｣に改名して初期購入者へ販売されていることが明らかになった。2020年1月24日、Spotのソフトウェアを容易に開発できるようにするSDKを発表。

### ハンドル
ハンドル（Handle）は、電気駆動の車輪付き2足ロボット。2017年2月に公開された。全長6.5フィート（198 cm）、重量105キロ。一回の充電で約15マイル（24 km）走行できる大容量バッテリーを搭載している。ロボットの脚部に車輪を組み合わせることで時速9マイル（14 km）の滑らかな走行を実現させており、さらにアーム部を用いているとみられる姿勢制御により蛇行や回転といった走行に加えて、下り階段や雪道における高速移動を可能にしている。また、4フィート（約1.2m）の跳躍力を持ち障害物を飛び越えたり、2本のアームで100ポンド（約45kg）の重量物を運搬することもできる。形状は複雑ながら関節駆動は10個しか用いられていないため28個のAtlasよりもシンプルな構造となっている。
2019年3月倉庫のパレットから別のパレットへ荷物を搬送する新型ハンドルの様子が公開された。2本のアームが1本のサクションカップに変更され、最大重量は約45kgから約15kgへ減少したものの、速やかにピックアップしたり荷物を並べられるようになった。